# ريان الموسى
ريان الموسى لاعب كرة قدم سعودي في خط الوسط من مواليد مدينة جدة 27 يوليو 1994.

## الحياة الشخصية
هو شقيق اللاعبين أحمد الموسى وكامل الموسى وربيع الموسى ورضوان الموسى ومعتز الموسى.

## مسيرة اللاعب
بدا في النادي الأهلي أعاره الأهلي إلى الرائد مطلع عام 2017 و أعاره الأهلي بعدها إلى نادي التعاون و انتقل إلى نادي التعاون في عام 2018 و انتقل إلى نادي ضمك في عام 2022 و انتقل إلى نادي الحزم في عام 2023.

## وصلات خارجية
- ريان الموسى على موقع قاعدة بيانات كرة القدم.إي يو (الإنجليزية)
- ريان الموسى على موقع Soccerway.com (الإنجليزية)